# American Political Science Association
L'American Political Science Association  (APSA) è un'associazione professionale di studenti e studiosi di scienze politiche negli Stati Uniti d'America. Fondata nel 1903, essa pubblica quattro riviste accademiche: American Political Science Review, Perspectives on Politics, Journal of Political Science Education, PS: Political Science & Politics.
Le Sezioni Organizzate dell'APSA pubblicano o sono associate ad altre 15 riviste.
Il Presidente dell'APSA dura in carica un anno.
Woodrow Wilson, divenuto poi Presidente degli Stati Uniti d'America, fu Presidente dell'APSA nel 1909. L'APSA ha la sua sede al n. 1527 di New Hampshire Avenue di Washington in un edificio storico che fu proprietà dell'ammiraglio George Remy, del sindacalista Samuel Gompers, dell'organizzazione delle Madri della Guerra statunitensi e di Harry Garfield, figlio del Presidente James A. Garfield e presidente dell'associazione dal 1921 al 1922.
APSA amministra il Centennial Center for Political Science and Public Affairs, che offre conferenze, spazio per ricerche, borse di studio per ricercatori e amministra la Pi Sigma Alpha, la honor society per studenti di scienze politiche. L'APSA sponsorizza periodicamente anche seminari e altri eventi per scienziati della politica, operatori politici, mezzi di comunicazione di massa e pubblico in generale.

## Classifica dei Presidenti USA
Dal 2015 l'APSA ha condotto due graduatorie sui presidenti degli Stati Uniti d'America: la prima, nel 2015, ha concluso che il miglior presidente degli Stati Uniti d'America è stato Abramo Lincoln, mentre il peggiore è stato James Buchanan. Barack Obama, presidente in carica nel periodo del sondaggio, è risultato 18º.
La seconda, nel 2018, ha confermato Abramo Lincoln come miglior Presidente, mentre il Presidente in carica, Donald Trump, è risultato il peggiore. Barack Obama si è classificato all'8º posto.

## Presidenti dell'American Political Science Association
Dalla sua fondazione, i presidenti della American Political Science Association sono stati:
- Frank J. Goodnow, 1904-1905
- Albert Shaw, 1905-1906
- Frederick N. Judson, 1906-1907
- James Bryce, 1907-1908
- Abbott Lawrence Lowell, 1908-1909
- Woodrow Wilson, 1909-1910
- Simeon E. Baldwin, 1910-1911
- Albert Bushnell Hart, 1911-1912
- Westel W. Willoughby, 1912-1913
- John Bassett Moore, 1913-1914
- Ernst Freund, 1914-1915
- Jesse Macy, 1915-1916
- Munroe Smith, 1916-1917
- Henry Jones Ford, 1917-1918
- Paul Samuel Reinsch, 1918-1919
- Leo S. Rowe, 1919-1920
- William A. Dunning, 1920-1921
- Harry A. Garfield, 1921-1922
- James Wilford Garner, 1923-1924
- Charles E. Merriam, 1924-1923
- Charles A. Beard, 1925-1924
- William Bennett Munro, 1926-1925
- Jesse S. Reeves, 1927-1926
- John A. Fairlie, 1928-1927
- Benjamin F. Shambaugh, 1929-1928
- Edward S. Corwin, 1930-1929
- William F. Willoughby, 1931-1932
- Isidor Loeb, 1932-1933
- Walter J. Shepard, 1933-1934
- Francis W. Coker, 1934-1935
- Arthur N. Holcombe, 1935-1936
- Thomas Reed Powell, 1936-1937
- Clarence A. Dykstra, 1937-1938
- Charles Grove Haines, 1938-1939

- Robert C. Brooks, 1939-1940
- Frederic A. Ogg, 1940-1941
- William Anderson, 1941-1942
- Robert E. Cushman, 1942-1943
- Leonard D. White, 1943-1944
- John Gaus, 1944-1945
- Walter F. Dodd, 1945-1946
- Arthur W. MacMahon, 1946-1947
- Henry R. Spencer, 1947-1948
- Quincy Wright, 1948-1949
- James K. Pollock, 1949-1950
- Peter H. Odegard, 1950-1951
- Luther Gulick, 1951-1952
- E. Pendleton Herring, 1952-1953
- Ralph J. Bunche, 1953-1954
- Charles McKinley, 1954-1955
- Harold D. Lasswell, 1955-1956
- E.E. Schattschneider, 1956-1957
- V.O. Key, Jr., 1957-1958
- R. Taylor Cole, 1958-1959
- Carl B. Swisher, 1959-1960
- Emmette Redford, 1960-1961
- Charles S. Hyneman, 1961-1962
- Carl J. Friedrich, 1962-1963
- C. Herman Pritchett, 1963-1964
- David B. Truman, 1964-1965
- Gabriel A. Almond, 1965-1966
- Robert A. Dahl, 1966-1967
- Merle Fainsod, 1967-1968
- David Easton, 1968-1969
- Karl W. Deutsch, 1969-1970
- Robert E. Lane, 1970-1971
- Heinz Eulau, 1971-1972
- Robert E. Ward, 1972-1973
- Avery Leiserson, 1973-1974
- Austin Ranney, 1974-1975
- James MacGregor Burns, 1975-1976
- Samuel H. Beer, 1976-1977
- John C. Wahlke, 1977-1978
- Leon D. Epstein, 1978-1979
- Warren E. Miller, 1979-1980
- Charles E. Lindblom, 1980-1981

- Seymour Martin Lipset, 1981-1982
- William H. Riker, 1982-1983
- Philip E. Converse, 1983-1984
- Richard F. Fenno, Jr., 1984-1985
- Aaron B. Wildavsky, 1985-1986
- Samuel P. Huntington, 1986-1987
- Kenneth N. Waltz, 1987-1988
- Lucian W. Pye, 1988-1989
- Judith N. Shklar, 1989-1990
- Theodore J. Lowi, 1990-1991
- James Q. Wilson, 1991-1992
- Lucius J. Barker, 1992-1993
- Charles O. Jones, 1993-1994
- Sidney Verba, 1994-1995
- Arend Lijphart, 1995-1996
- Elinor Ostrom, 1996-1997
- M. Kent Jennings, 1997-1998
- Matthew Holden Jr., 1998-1999
- Robert O. Keohane, 1999-2000
- Robert Jervis, 2000-2001
- Robert Putnam, 2001-2002
- Theda Skocpol, 2002-2003
- Susanne Hoeber Rudolph, 2003-2004
- Margaret Levi, 2004-2005
- Ira Katznelson, 2005-2006
- Robert Axelrod, 2006-2007
- Dianne Pinderhughes, 2007-2008
- Peter Katzenstein, 2008-2009
- Henry Brady, 2009-2010
- Carole Pateman, 2010-2011
- G. Bingham Powell, 2011-2012
- Jane Mansbridge, 2012-2013
- John Aldrich, 2013-2014
- Rodney E. Hero, 2014-2015
- Jennifer Hochschild, 2015-2016
- David A. Lake, 2016–2017
- Kathleen Thelen, 2017-2018
- Rogers Smith, 2018–2019